# Natalia Rodríguez (atletinja)
Natalia Rodríguez Martínez, španska atletinja, * 2. junij 1979, Tarragona, Španija.
Nastopila je na olimpijskih igrah v letih 2000, 2004 in 2008, dosegla je šesto in deseto mesto v teku na 1500 m. Na svetovnih prvenstvih je leta 2011 osvojila bronasto medaljo v isti disciplini, na svetovnih dvoranskih prvenstvih srebrno medaljo leta 2010, na evropskih prvenstvih bronasto medaljo istega leta, na evropskih dvoranskih prvenstvih pa naslov prvakinje leta 2009.